# 모션 컨트롤러

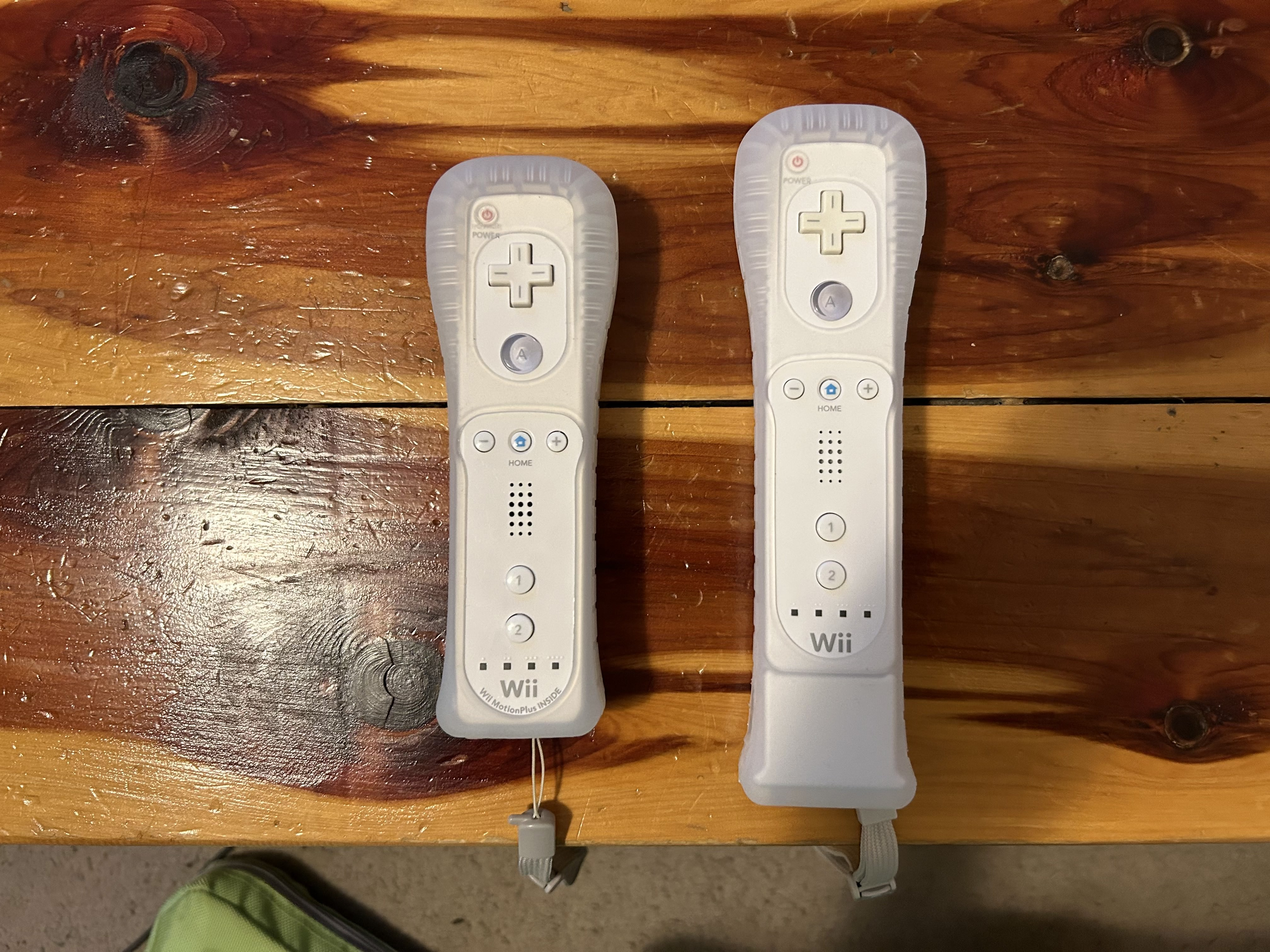
Wii Remote Plus 및 Wii Remote with Motion Plus 액세서리

모션 컨트롤러(motion controller) 또는 위치결정장치는 컴퓨팅에서 가속도계, 자이로스코프, 카메라 또는 기타 센서를 사용하여 모션을 추적하는 입력 장치 유형이다.
모션 컨트롤러는 게임 컨트롤러, 가상 현실 및 기타 시뮬레이션 목적, 스마트 TV 및 개인용 컴퓨터용 포인팅 장치로 사용된다.
모션 컨트롤러에 필요한 많은 기술은 모바일 애플리케이션에서 이를 모션 컨트롤러로 사용하는 것을 포함하여 다양한 기능을 제공하기 위해 스마트폰에서 함께 사용되는 경우가 많다.

## 역사
모션 컨트롤러의 초기 사용에는 플레이어가 몸으로 움직이는 오토바이와 유사한 비디오 게임 아케이드 캐비닛을 사용하여 제어되는 Sega AM2 아케이드 게임 Hang-On이 포함되었다. 이는 비디오 게임 콘솔에서 모션 컨트롤이 대중화되기 20년 전인 1980년대 후반 많은 아케이드 게임에서 모션 제어식 유압 아케이드 캐비닛을 사용하는 "Taikan" 트렌드를 시작했다.

## 같이 보기
- 인간 인터페이스 장치
- 제스처 인식
- 모션 캡처
- 가상 현실 헤드셋